# 东方虫实
东方虫实（学名：Corispermum orientale）是苋科虫实属的植物。分布于俄罗斯、匈牙利、蒙古以及中国大陆的新疆等地，生长于海拔550米的地区，一般生长在固定沙丘，目前尚未由人工引种栽培。